# Словики-Нові
Словики-Нові (пол. Słowiki Nowe) — село в Польщі, у гміні Сецехув Козеницького повіту Мазовецького воєводства.